# Mory (Pas de Calais)
Mory és un municipi francès situat al departament del Pas de Calais i a la regió dels Alts de França. L'any 2007 tenia 342 habitants.

## Demografia

### Població
El 2007 la població de fet de Mory era de 342 persones. Hi havia 120 famílies de les quals 28 eren unipersonals (12 homes vivint sols i 16 dones vivint soles), 32 parelles sense fills, 56 parelles amb fills i 4 famílies monoparentals amb fills.
La població ha evolucionat segons el següent gràfic:
Habitants censats

### Habitatges
El 2007 hi havia 133 habitatges, 125 eren l'habitatge principal de la família, 2 eren segones residències i 6 estaven desocupats. Tots els 133 habitatges eren cases. Dels 125 habitatges principals, 102 estaven ocupats pels seus propietaris, 20 estaven llogats i ocupats pels llogaters i 3 estaven cedits a títol gratuït; 5 tenien dues cambres, 17 en tenien tres, 25 en tenien quatre i 78 en tenien cinc o més. 103 habitatges disposaven pel capbaix d'una plaça de pàrquing. A 58 habitatges hi havia un automòbil i a 53 n'hi havia dos o més.

### Piràmide de població
La piràmide de població per edats i sexe el 2009 era:
| Homes | Edats   | Dones |
| ----- | ------- | ----- |
| 0     | 95 o +  | 0     |
| 0     | 90 a 94 | 0     |
| 0     | 85 a 89 | 12    |
| 0     | 80 a 84 | 4     |
| 4     | 75 a 79 | 4     |
| 12    | 70 a 74 | 4     |
| 4     | 65 a 69 | 20    |
| 8     | 60 a 64 | 0     |
| 12    | 55 a 59 | 8     |
| 12    | 50 a 54 | 8     |
| 20    | 45 a 49 | 12    |
| 12    | 40 a 44 | 12    |
| 12    | 35 a 39 | 8     |
| 20    | 30 a 34 | 12    |
| 12    | 25 a 29 | 20    |
| 4     | 20 a 24 | 8     |
| 16    | 15 a 19 | 8     |
| 24    | 10 a 14 | 16    |
| 16    | 5 a 9   | 8     |
| 16    | 0 a 4   | 12    |

## Economia
El 2007 la població en edat de treballar era de 218 persones, 154 eren actives i 64 eren inactives. De les 154 persones actives 129 estaven ocupades (74 homes i 55 dones) i 25 estaven aturades (12 homes i 13 dones). De les 64 persones inactives 14 estaven jubilades, 29 estaven estudiant i 21 estaven classificades com a «altres inactius».

### Ingressos
El 2009 a Mory hi havia 122 unitats fiscals que integraven 326 persones, la mediana anual d'ingressos fiscals per persona era de 16.350 €.

### Activitats econòmiques
Dels 3 establiments que hi havia el 2007, 2 eren d'empreses de construcció i 1 d'una empresa de transport.
Dels 2 establiments de servei als particulars que hi havia el 2009, 1 era un guixaire pintor i 1 empresa de construcció.
L'any 2000 a Mory hi havia 7 explotacions agrícoles que ocupaven un total de 581 hectàrees.

## Equipaments sanitaris i escolars
El 2009 hi havia una escola elemental integrada dins d'un grup escolar amb les comunes properes formant una escola dispersa.

## Poblacions més properes
El següent diagrama mostra les poblacions més properes.